# Edinburgh Capitals
Edinburgh Capitals är en ishockeyklubb i Edinburgh, Skottland. Den bildades 1998 och man spelar sina hemmamatcher i Murrayfield Ice Rink.
Man spelar från och med säsongen 2005/2006 i Elite Ice Hockey League, Storbritanniens högstadivision i ishockey. 